# Andrew Daly

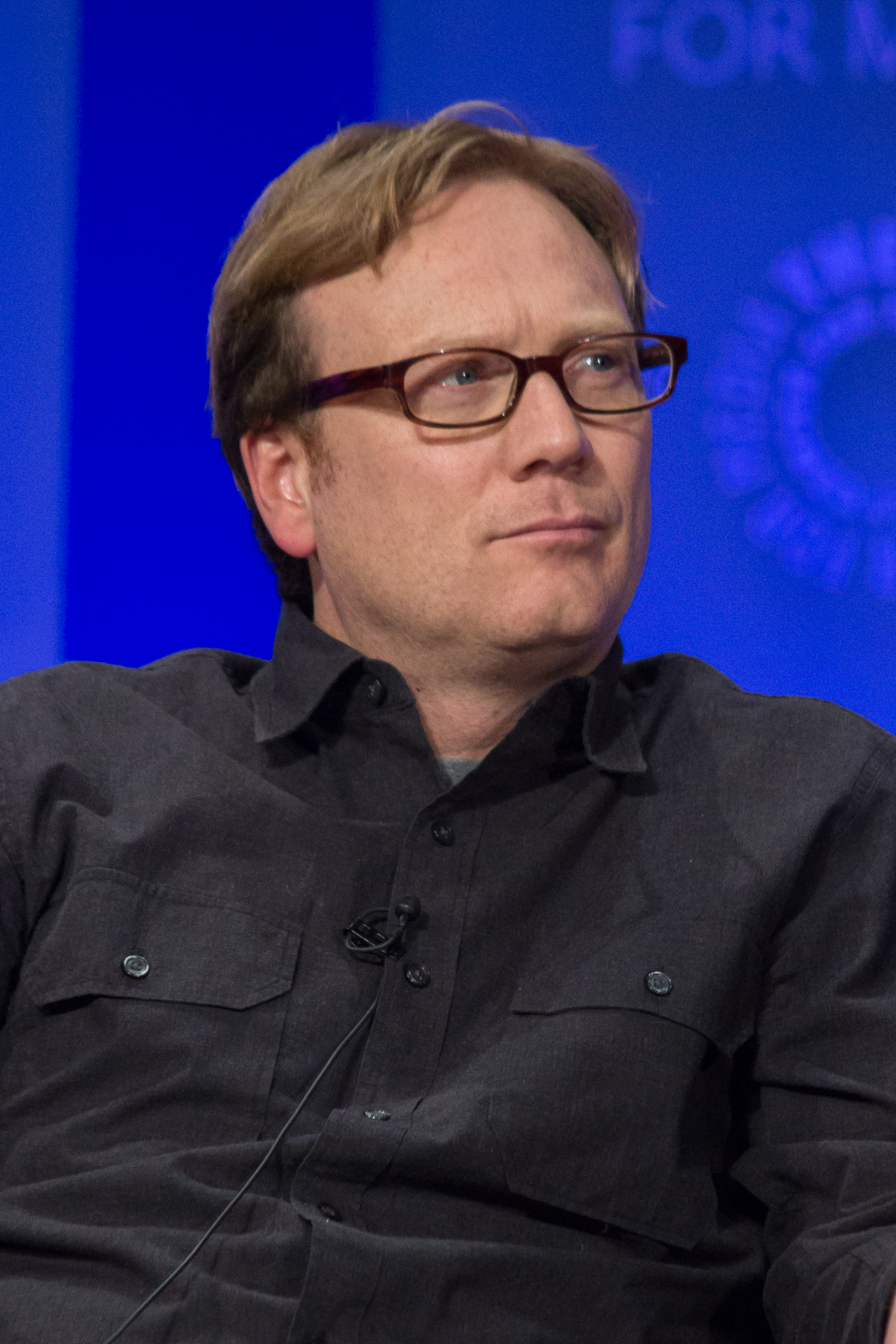
Andrew Daly 2015

Andrew „Andy“ Daly (* 15. April 1971 in Mount Kisco, New York) ist ein US-amerikanischer Schauspieler, Komiker und Drehbuchautor.

## Karriere
Daly begann seine Karriere und New York City gemeinsam mit Andy Secunda als Comedy-Duo The Two Andys, mit dem sie im Rahmen des Aspen Comedy Festivals im Jahr 1999 auftraten. Daneben war er Ensemblemitglied des Improvisationstheaters Chicago City Limits. Er wurde Teil der Comedy-Truppe Upright Citizens Brigade, die unter anderen von Adam McKay mitbegründet wurde, nachdem diese von Chicago nach New York gezogen war. Auch in der von Amy Poehler gegründet und geführten Impro-Gruppe The Swarm wurde er Mitglied.
Im Fernsehen bekam er in den späten 1990er-Jahren erste Auftritte in der Sendung Late Night with Conan O’Brien und war als Sprecher für Cartoons der Sendung Saturday Night Live tätig. Im Jahr 2000 wurde er Ensemblemitglied der Fernsehshow MADtv ab deren sechster Staffel. Nach seinem Weggang von MADtv im Jahr 2002 wurde er einer der Hauptdarsteller und Autoren von Crossballs auf Comedy Central. Zudem spielte er diverse Charaktere in der Serie Reno 911!. 2007 trat er als Benjamin Franklin in der US-Version der Comedyserie The Office, Das Büro, auf. Seit der ersten Staffel der HBO-Serie Eastbound & Down spielt er die Rolle Direktor Terrence Cutler. Von 2010 bis 2012 war er in der Serie Delocated zu sehen. Seit 2014 führt Daly seine eigene Fernsehserie, Review, in der er die Hauptperson darstellt.
Seinen ersten Auftritt in einem Kinofilm hatte er 2004 in der Komödie Verrückte Weihnachten mit Tim Allen. Es folgten Engagements in Filmen wie Semi-Pro mit Will Ferrell und Transformers 3.
Neben der Schauspielerei ist er auch als Stand-up-Comedian tätig.
Daly lebt in Los Angeles und ist mit der Schauspielerin Carri Levinson verheiratet.

## Filmografie
- 1996: Chaos City (Spin City, Fernsehserie, Episode 1x08)
- 1997: Der tapfere kleine Toaster als Retter in der Not (The Brave Little Toaster to the Rescue, Stimme)
- 1997–1999: Late Night with Conan O’Brien (Fernsehserie, 3 Episoden)
- 1998: Cage Match (Fernsehserie)
- 1998: Late Night with Conan O’Brien: 5 (Fernsehfilm)
- 1998: The Swarm (Fernsehserie)
- 1998–2000: Saturday Night Live (Fernsehserie, 3 Episoden, Stimme)
- 1999: Upright Citizens Brigade (Fernsehserie, Episode 2x06)
- 1999: The Whitey Show (Fernsehfilm)
- 2000: Hete Roy (Kurzfilm)
- 2000: TV Funhouse (Fernsehserie, Episode 1x03, Stimme)
- 2000–2002: MADtv (Fernsehserie, 39 Episoden)
- 2004: Crossballs: The Debate Show (Fernsehserie, 15 Episoden)
- 2004: Verrückte Weihnachten (Christmas with the Kranks)
- 2004: Joint Custody (Fernsehserie, eine Episode)
- 2005: Drake & Josh (Fernsehserie, 2 Episoden)
- seit 2005: Reno 911! (Fernsehserie)
- 2006: Blogland (Webserie)
- 2006: Der Date Profi (School for Scoundrels)
- 2006–2007: Entourage (Fernsehserie, 2 Episoden)
- 2007: Dante’s Inferno (Stimme)
- 2007: Das Büro (The Office, Fernsehserie, Episode 3x14 Ben Franklin)
- 2007: What Love Is
- 2007: Wild Girls Gone
- 2007: Trendsetters (Kurzfilm)
- 2007: American Body Shop (Fernsehserie, Episode 1x04)
- 2008: Semi-Pro
- 2008: Love Vegas (What Happens in Vegas)
- 2008: Tenure
- 2008–2010: UCB Comedy Originals (Webserie, 24 Episoden)
- 2008–2012: The Life & Times of Tim (Fernsehserie, 18 Episoden, Stimme)
- 2009: The Closer (Fernsehserie, Episode 5x06)
- 2009: (Traum)Job gesucht (Post Grad)
- 2009: Der Informant! (The Informant!)
- 2009–2012: Eastbound & Down (Fernsehserie, 10 Episoden)
- 2010: Greek (Fernsehserie, Episode 3x16)
- 2010: Zu scharf um wahr zu sein (She’s Out of My League)
- 2010: Freak Dance
- 2010: Players (Fernsehserie, Episode 1x04)
- 2010: So spielt das Leben (Life as We Know It)
- 2010: This Show Will Get You High (Kurzfilm)
- 2010: Jason Nash Is Married (Webserie, Episode 1x02)
- 2010: Yogi Bär (Yogi Bear)
- 2010–2012: Delocated (Fernsehserie, 6 Episoden)
- 2011: The Back Room (Webserie, Episode 1x11)
- 2011: High Road
- 2011: Transformers 3 (Transformers: Dark of the Moon)
- 2011: Alles in Butter (Butter, Stimme)
- 2011: Good Vibes (Fernsehserie, 2 Episoden, Stimme)
- 2011: The Paul Reiser Show (Fernsehserie, 7 Episoden)
- 2012: Der Ruf der Wale (Big Miracle)
- 2012: Last Man Standing (Fernsehserie, Episode 1x16 Öko-Dämmerung)
- 2012: Are You There, Chelsea? (Fernsehserie, Episode 1x11)
- 2012: Regular Show – Völlig abgedreht (Regular Show, Fernsehserie, 2 Episoden, Stimme)
- 2012: Sketchy (Fernsehserie, Episode 2x22)
- 2012–2016: Comedy Bang! Bang! (Fernsehserie, 7 Episoden)
- 2013: Ghost Movie (A Haunted House)
- 2013: Dark Minions (Fernsehfilm)
- 2013: Drunk History (Fernsehserie, Episode 1x08)
- 2013–2014: Kroll Show (Fernsehserie, 2 Episoden)
- 2013–2014: The League (Fernsehserie, 2 Episoden)
- 2013–2019: Modern Family (Fernsehserie, 8 Episoden)
- 2014: Enlisted (Fernsehserie, Episode 1x05)
- 2014: Real Estate – Crime (Kurzfilm)
- 2014: Playing House (Fernsehserie, Episode 1x04)
- 2014: Bad Teacher (Fernsehserie, Episode 1x05)
- 2014: Major Crimes (Fernsehserie, Episode 3x03)
- 2014: Jason Nash Is Married
- 2014: Mr. Pickles (Fernsehserie, Episode 1x08, Stimme)
- 2014: A Better You
- 2014–2017: Review (Fernsehserie, 22 Episoden)
- 2014–2017: Adventure Time – Abenteuerzeit mit Finn und Jake (Adventure Time, Webserie, 13 Episoden, Stimme)
- 2014–2018: Silicon Valley (Fernsehserie, 8 Episoden)
- seit 2014: Bob’s Burgers (Fernsehserie, Stimme)
- 2015: The Spoils Before Dying (Miniserie, 3 Episoden)
- 2015: Aqua Teen Hunger Force (Fernsehserie, 2 Episoden, Stimme)
- 2015: Rick and Morty (Fernsehserie, Episode 2x02 Fünf Tage bis Mortynacht, Stimme)
- 2015: Crash Test: With Rob Huebel and Paul Scheer (Fernsehfilm)
- 2015: Sie nannten ihn Wander (Wander Over Yonder, Fernsehserie, Episode 2x10, Stimme)
- 2015–2016: Grandfathered (Fernsehserie, 3 Episoden)
- 2015–2019: Black-ish (Fernsehserie, 6 Episoden)
- 2016: The UCB Show (Fernsehserie, Episode 1x02)
- 2016: Bajillion Dollar Propertie$ (Fernsehserie, Episode 1x09)
- 2016: Lady Dynamite (Fernsehserie, Episode 1x08)
- 2016: Another Period (Fernsehserie, Episode 2x04)
- 2016: Zoolander: Super Model (Fernsehfilm, Stimme)
- 2016: School Survival: Die schlimmsten Jahre meines Lebens (Middle School: The Worst Years of My Life)
- 2016: FML
- 2016: Mary + Jane (Fernsehserie, Episode 1x10)
- 2016: Your Pretty Face Is Going to Hell (Fernsehserie, Episode 3x05)
- 2016: Bad Guys (Fernsehserie, Episode 1x01, Stimme)
- 2016: Chunk & Bean (Fernsehfilm)
- 2016–2018: Future Worm (Fernsehserie, 5 Episoden, Stimme)
- 2016–2019: Conan (Fernsehserie, 4 Episoden)
- seit 2016: American Dad (Fernsehserie, Stimme)
- 2017: Drive Share (Fernsehserie, Episode 1x13)
- 2017: Table 19 – Liebe ist fehl am Platz (Table 19)
- 2017: Brooklyn Nine-Nine (Fernsehserie, Episode 4x17 Das 99ste schmeißt ’ne Party)
- 2017: Dice (Fernsehserie, 2 Episoden)
- 2017: You’re the Worst (Fernsehserie, Episode 4x11)
- 2017: Teachers (Fernsehserie, Episode 2x13)
- 2017–2018: Trial & Error (Fernsehserie, 3 Episoden)
- 2018: Die Simpsons (The Simpsons, Fernsehserie, Episode 29x14 Fears of a Clown, Stimme)
- 2018: Wer war …? – Die Serie (The Who Was? Show, Webserie, 13 Episoden)
- 2018: Baymax – Robowabohu in Serie (Big Hero 6: The Series, Fernsehserie, Episode 1x12, Stimme)
- 2018: The Good Place (Fernsehserie, Episode 3x06 Donkey Doug)
- 2018: The Shivering Truth (Fernsehserie, Episode 1x05, Stimme)
- 2018–2019: Big Mouth (Fernsehserie, 3 Episoden, Stimme)
- seit 2018: Big City Greens (Fernsehserie, Stimme)
- 2019: The Big Bang Theory (Fernsehserie, Episode 12x14 Die Bewegungsmelder-Belästigung)
- 2019: Ein besonderes Leben (Special, Fernsehserie, Episode 1x07)
- 2019: Veep – Die Vizepräsidentin (Veep, Fernsehserie, 6 Episoden)
- 2019: Liza on Demand (Fernsehserie, Episode 2x08)
- seit 2019: Harley Quinn (Fernsehserie, Stimme)
- seit 2020: Solar Opposites (Fernsehserie, Stimme)
- 2020: Central Park (Fernsehserie, Episode 1x03, Stimme)
- 2021: The Space Between – Im Rausch der Musik (The Space Between)
- 2021–2022: Inside Job (Fernsehserie)
- 2022: The People We Hate at the Wedding
- 2023: Eine Frage der Chemie (Lessons in Chemistry, Fernsehserie)
- 2023: A Great Place to Call Home (Jules)